# Абрикосов Григорій Андрійович
Григо́рій Андрі́йович Абрико́сов (рос. Григорий Андреевич Абрикосов; 30 серпня 1932 — 13 квітня 1993) — радянський актор театру і кіно. Народний артист РРФСР (1984).

## Життєпис
Народився 30 серпня 1932 року в Москві, в сім'ї народного артиста СРСР Андрія Абрикосова.
У 1954 році закінчив театральне училище ім. Б. Щукіна. У тому ж році зарахований актором до Державного академічного театру імені Є. Вахтангова, де пропрацював до кінця життя.
У кінематографі дебютував у 1956 році. Великої популярності набув завдяки ролі отамана Гриціяна Таврійського у фільмі «Весілля у Малинівці».
Помер 13 квітня 1993 року. Похований на Новодівочому цвинтарі у Москві.

## Фільмографія
- 1956 — На підмостках сцени — Козачинський, командир гусарів
- 1956 — Серце б'ється знову — Гриша Дін-Мамедов
- 1956 — Людина народилася — Федір Страшнов, водій автобуса
- 1957 — Борець і клоун — Фіш
- 1960 — Серця повинні горіти (фільм-вистава) — Юр'єв
- 1964 — Співучасть у вбивстві (фільм-вистава) — Руні
- 1964 — Приборкання норовливої (фільм-вистава)
- 1966 — Колекція Капи (фільм-вистава) — Петренко, начальник відділу
- 1967 — Кур'єр Кремля (фільм-вистава) — сенатор
- 1967 — Весілля у Малинівці — отаман Грициян Таврійський
- 1968 — Доля грає людиною (фільм-вистава) — Кактус, директор музичної школи
- 1969 — Оперативне відрядження (фільм-вистава) — Котовський
- 1971 — Тисяча душ (фільм-вистава) — справник
- 1972 — Карнавал — Голений
- 1973 — Великі голодранці — Комаров, власник млина
- 1973 — Іркутська історія (фільм-вистава) — Степан Єгорович Сердюк, «батя»
- 1973 — Таланти і шанувальники — Ераст Громилов, трагик
- 1974 — Сторінками «Сатирикона» (фільм-вистава) — Цацкін, страховий агент
- 1974 — Театр Клари Газуль (фільм-вистава) — Рафаель
- 1975 — Конармія (фільм-вистава) — Микита Балмашев
- 1976 — Колись у Каліфорнії (фільм-вистава) — Сперрі
- 1977 — Любов Ярова (фільм-вистава) — Кутов, полковник
- 1977 — Міщанин у дворянстві (фільм-вистава) — учитель музики
- 1977 — Людина з рушницею (фільм-вистава) — матрос
- 1978 — Вечір старовинних російських водевілів (фільм-вистава) — Лев Гурич Синичкин
- 1978 — Маршал революції — Каменєв
- 1978 — Місяць довгих днів (фільм-вистава) — Сергій Михайлович Михеєв
- 1978 — Особливих прикмет немає / пол. Znaków szczególnych brak (СРСР, Польща, НДР) — Азеф
- 1979 — Панове Глембаї (фільм-вистава) — Гнат Глембай, банкір, керівник фірми «Глембай і К», дійсний таємний радник
- 1979 — Лють (фільм-вистава) — Кикоть
- 1980 — Велика магія (фільм-вистава) — Артуро
- 1980 — Будинок біля Кільцевої дороги — Борис Васильович, батько Колі Никифорова
- 1980 — Скарбничка — Колладан
- 1981 — Лісовик (фільм-вистава) — Орловський
- 1981 — Старовинні російські водевілі (фільм-вистава) — Лев Гурич Синичкин
- 1981 — Тропініни — Борис Петрович, батько Люсі (немає у титрах)
- 1982 — Ричард ІІ (фільм-вистава) — Гестінгс, лорд-камергер
- 1983 — Потоп (фільм-вистава) — Стреттон
- 1983 — Сірано де Бержерак (фільм-вистава) — Карбон
- 1984 — Особливий підрозділ — Вікентій Миколайович Буренін
- 1984 — Тепло студеної землі — Антон Миколайович Глибчак, головний інженер
- 1985 — Будьте здорові (фільм-вистава) — Мішель Гарон
- 1986 — Співуча Росія — Анатолій Дуров
- 1986 — Витівки в старовинному дусі — французький генерал

## Нагороди і почесні звання
- Заслужений артист РРФСР (13.09.1968).
- Народний артист РРФСР (19.11.1984).